# 科学技術庁長官
科学技術庁長官（かがくぎじゅつちょうちょうかん）は、2001年1月5日まで日本の中央省庁として存在した科学技術庁の長である。国務大臣をもって充てられた。

## 概要
広く科学技術行政全般を所管する国務大臣。利権に絡むことの少ないポストだったため、伴食大臣とみなされることが多かった。しかし、大物政治家を処遇するポストとして重鎮格の議員の入閣もあった。
また、原子力など、エネルギー問題に絡み、注目されることがあった。

## 歴代の科学技術庁長官
- 辞令のある再任は個別の代として記載し、辞令のない留任は記載しない。
- 事務取扱・事務代理は、空位の場合のみ記載し、海外出張時等の一時不在代理は記載しない。
- 太字は後に内閣総理大臣となった人物。
- 第55代・近岡理一郎の病気療養のため、1997年1月20日から2月10日までの間は、国務大臣（通商産業大臣）佐藤信二が事務代理を務めた（完全な空位時の代理ではないため下表には含めない）。

| 代                               | 氏名                             | 内閣                             | 在任期間                         | 兼務等                           |
| 国務大臣科学技術庁長官（総理府） | 国務大臣科学技術庁長官（総理府） | 国務大臣科学技術庁長官（総理府） | 国務大臣科学技術庁長官（総理府） | 国務大臣科学技術庁長官（総理府） |
| -------------------------------- | -------------------------------- | -------------------------------- | -------------------------------- | -------------------------------- |
| 1                                | 正力松太郎                       | 第3次鳩山内閣                    | 1956年5月19日 - 1956年12月23日   | 北海道開発庁長官                 |
| -                                | 石橋湛山                         | 石橋内閣                         | 1956年12月23日                   | 内閣総理大臣による事務取扱       |
| 2                                | 宇田耕一                         | 石橋内閣                         | 1956年12月23日 - 1957年2月25日   | 経済企画庁長官                   |
| 3                                | 宇田耕一                         | 第1次岸内閣                      | 1957年2月25日 - 1957年7月10日    | 経済企画庁長官                   |
| 4                                | 正力松太郎                       | 第1次岸内閣                      | 1957年7月10日 - 1958年6月12日    | 国家公安委員会委員長             |
| 5                                | 三木武夫                         | 第2次岸内閣                      | 1958年6月12日 - 1958年12月31日   | 経済企画庁長官                   |
| -                                | 高碕達之助                       | 第2次岸内閣                      | 1958年12月31日 - 1959年1月12日   | 通商産業大臣による事務代理       |
| 6                                | 高碕達之助                       | 第2次岸内閣                      | 1959年1月12日 - 1959年6月18日    | 通商産業大臣                     |
| 7                                | 中曽根康弘                       | 第2次岸内閣                      | 1959年6月18日 - 1960年7月19日    |                                  |
| 8                                | 荒木萬壽夫                       | 第1次池田内閣                    | 1960年7月19日 - 1960年12月8日    | 文部大臣                         |
| 9                                | 池田正之輔                       | 第2次池田内閣                    | 1960年12月8日 - 1961年7月18日    |                                  |
| 10                               | 三木武夫                         | 第2次池田内閣                    | 1961年7月18日 - 1962年7月18日    |                                  |
| 11                               | 近藤鶴代                         | 第2次池田内閣                    | 1962年7月18日 - 1963年7月18日    |                                  |
| 12                               | 佐藤榮作                         | 第2次池田内閣                    | 1963年7月18日 - 1963年12月9日    | 北海道開発庁長官                 |
| 13                               | 佐藤榮作                         | 第3次池田内閣                    | 1963年12月9日 - 1964年6月29日    | 北海道開発庁長官                 |
| -                                | 池田勇人                         | 第3次池田内閣                    | 1964年6月29日 - 1964年7月18日    | 内閣総理大臣による事務取扱       |
| 14                               | 愛知揆一                         | 第3次池田内閣                    | 1964年7月18日 - 1964年11月9日    | 文部大臣                         |
| 15                               | 愛知揆一                         | 第1次佐藤内閣                    | 1964年11月9日 - 1965年6月3日     | 文部大臣                         |
| 16                               | 上原正吉                         | 第1次佐藤内閣                    | 1965年6月3日 - 1966年8月1日      |                                  |
| 17                               | 有田喜一                         | 第1次佐藤内閣                    | 1966年8月1日 - 1966年12月3日     | 文部大臣                         |
| 18                               | 二階堂進                         | 第1次佐藤内閣                    | 1966年12月3日 - 1967年2月17日    | 北海道開発庁長官                 |
| 19                               | 二階堂進                         | 第2次佐藤内閣                    | 1967年2月17日 - 1967年11月25日   | 北海道開発庁長官                 |
| 20                               | 鍋島直紹                         | 第2次佐藤内閣                    | 1967年11月25日 - 1968年11月30日  |                                  |
| 21                               | 木内四郎                         | 第2次佐藤内閣                    | 1968年11月30日 - 1970年1月14日   |                                  |
| 22                               | 西田信一                         | 第3次佐藤内閣                    | 1970年1月14日 - 1971年7月5日     | 北海道開発庁長官                 |
| 23                               | 平泉渉                           | 第3次佐藤内閣                    | 1971年7月5日 - 1971年11月16日    |                                  |
| 24                               | 木内四郎                         | 第3次佐藤内閣                    | 1971年11月16日 - 1972年7月7日    |                                  |
| 25                               | 中曽根康弘                       | 第1次田中角榮内閣                | 1972年7月7日 - 1972年12月22日    | 通商産業大臣                     |
| 26                               | 前田佳都男                       | 第2次田中角榮内閣                | 1972年12月22日 - 1973年11月25日  |                                  |
| 27                               | 森山欽司                         | 第2次田中角榮内閣                | 1973年11月25日 - 1974年11月11日  |                                  |
| 28                               | 足立篤郎                         | 第2次田中角榮内閣                | 1974年11月11日 - 1974年12月9日   |                                  |
| 29                               | 佐々木義武                       | 三木内閣                         | 1974年12月9日 - 1976年9月15日    |                                  |
| 30                               | 前田正男                         | 三木内閣                         | 1976年9月15日 - 1976年12月24日   |                                  |
| 31                               | 宇野宗佑                         | 福田赳夫内閣                     | 1976年12月24日 - 1977年11月28日  |                                  |
| 32                               | 熊谷太三郎                       | 福田赳夫内閣                     | 1977年11月28日 - 1978年12月7日   |                                  |
| 33                               | 金子岩三                         | 第1次大平内閣                    | 1978年12月7日 - 1979年11月9日    |                                  |
| 34                               | 長田裕二                         | 第2次大平内閣                    | 1979年11月9日 - 1980年7月17日    |                                  |
| 35                               | 中川一郎                         | 鈴木善幸内閣                     | 1980年7月17日 - 1982年11月27日   |                                  |
| 36                               | 安田隆明                         | 第1次中曽根内閣                  | 1982年11月27日 - 1983年12月27日  |                                  |
| 37                               | 岩動道行                         | 第2次中曽根内閣                  | 1983年12月27日 - 1984年11月1日   |                                  |
| 38                               | 竹内黎一                         | 第2次中曽根内閣                  | 1984年11月1日 - 1985年12月28日   |                                  |
| 39                               | 河野洋平                         | 第2次中曽根内閣                  | 1985年12月28日 - 1986年7月22日   |                                  |
| 40                               | 三ッ林弥太郎                     | 第3次中曽根内閣                  | 1986年7月22日 - 1987年11月6日    |                                  |
| 41                               | 伊藤宗一郎                       | 竹下内閣                         | 1987年11月6日 - 1988年12月27日   |                                  |
| 42                               | 宮崎茂一                         | 竹下内閣                         | 1988年12月27日 - 1989年6月3日    |                                  |
| 43                               | 中村喜四郎                       | 宇野内閣                         | 1989年6月3日 - 1989年8月10日     |                                  |
| 44                               | 斎藤栄三郎                       | 第1次海部内閣                    | 1989年8月10日 - 1990年2月28日    |                                  |
| 45                               | 大島友治                         | 第2次海部内閣                    | 1990年2月28日 - 1990年12月29日   |                                  |
| 46                               | 山東昭子                         | 第2次海部内閣                    | 1990年12月29日 - 1991年11月5日   |                                  |
| 47                               | 谷川寛三                         | 宮澤内閣                         | 1991年11月5日 - 1992年12月12日   |                                  |
| 48                               | 中島衛                           | 宮澤内閣                         | 1992年12月12日 - 1993年6月18日   |                                  |
| -                                | 宮澤喜一                         | 宮澤内閣                         | 1993年6月18日 - 1993年6月21日    | 内閣総理大臣による事務取扱       |
| 49                               | 渡辺省一                         | 宮澤内閣                         | 1993年6月21日 - 1993年8月9日     |                                  |
| 50                               | 江田五月                         | 細川内閣                         | 1993年8月9日 - 1994年4月28日     |                                  |
| -                                | 羽田孜                           | 羽田内閣                         | 1994年4月28日                    | 内閣総理大臣による事務取扱       |
| 51                               | 近江巳記夫                       | 羽田内閣                         | 1994年4月28日 - 1994年6月30日    |                                  |
| 52                               | 田中眞紀子                       | 村山内閣                         | 1994年6月30日 - 1995年8月8日     |                                  |
| 53                               | 浦野烋興                         | 村山内閣                         | 1995年8月8日 - 1996年1月11日     |                                  |
| 54                               | 中川秀直                         | 第1次橋本内閣                    | 1996年1月11日 - 1996年11月7日    |                                  |
| 55                               | 近岡理一郎                       | 第2次橋本内閣                    | 1996年11月7日 - 1997年9月11日    |                                  |
| 56                               | 谷垣禎一                         | 第2次橋本内閣                    | 1997年9月11日 - 1998年7月30日    |                                  |
| 57                               | 竹山裕                           | 小渕内閣                         | 1998年7月30日 - 1999年1月14日    |                                  |
| 58                               | 有馬朗人                         | 小渕内閣                         | 1999年1月14日 - 1999年10月5日    | 文部大臣                         |
| 59                               | 中曽根弘文                       | 小渕内閣                         | 1999年10月5日 - 2000年4月5日     | 文部大臣                         |
| 60                               | 中曽根弘文                       | 第1次森内閣                      | 2000年4月5日 - 2000年7月4日      | 文部大臣                         |
| 61                               | 大島理森                         | 第2次森内閣                      | 2000年7月4日 - 2000年12月5日     | 文部大臣                         |
| 62                               | 町村信孝                         | 第2次森内閣                      | 2000年12月5日 - 2001年1月5日     | 文部大臣                         |